# Kanapaka
Kanapaka là một thị trấn thống kê (census town) của quận Vizianagaram thuộc bang Andhra Pradesh, Ấn Độ.

## Nhân khẩu
Theo điều tra dân số năm 2001 của Ấn Độ, Kanapaka có dân số 6684 người. Phái nam chiếm 51% tổng số dân và phái nữ chiếm 49%. Kanapaka có tỷ lệ 70% biết đọc biết viết, cao hơn tỷ lệ trung bình toàn quốc là 59,5%: tỷ lệ cho phái nam là 81%, và tỷ lệ cho phái nữ là 60%. Tại Kanapaka, 9% dân số nhỏ hơn 6 tuổi.